# Helene Lauterböck
Helene Lauterböck (Vienna, 16 gennaio 1895 – 13 marzo 1990) è stata un'attrice austriaca.

## Biografia
Dopo aver frequentato il Liceo e aver frequentato una scuola di teatro, Helene Lauterböck fece il suo debutto a Olomouc nel 1913 in un'esibizione dello Spettacolo Teatrale Minna di Barnhelm. Altre stazioni della sua carriera teatrale furono Baden bei Wien, la Volksbühne Wien, dal 1917 al 1921 suonò a Vienna al Burg e dal 1924 al 1934 nel Volkstheater. Un altro suo luogo era allo Zentraltheater Dresden. Nel 1938, dopo l'"Anschluss d'Austria", le fu vietato di esibirsi. Dal 1945 fu in grado di suonare di nuovo al Volkstheater di Vienna e fu nominata membro. Nello Onkel Vanya nel 1983 ha dato la sua esibizione d'addio dal palco. I suoi ruoli teatrali includevano Elisabeth in Maria Stuart, Kriemhild e Brunhild in Die Nibelungen, Marthe Schwerdtlein in Faust e Lady Milford in Kabale und Liebe.
Dal 1934 Lauterböck fu anche un'attrice cinematografica, principalmente in film viennesi. Negli anni '50, è stata ripetutamente vista come un'alta nobile dama di compagnia in magnifici film storici, tra cui la contessa Sophie Esterházy nella seconda parte e nella terza parte della trilogia Sissi. Per la stagione 1972/1973 ricevette il Premio Karl Skraup. Con Romy Schneider ha recitato anche in Katia, regina senza corona.
Helene Lauterböck morì a 95 anni e fu sepolta il 9 aprile 1990 al Cimitero Centrale di Vienna (Gruppo 42C Row 10 Grave 22).

## Filmografia

### Cinema
- Die Frau von gestern und morgen, regia di Heinz Paul (1928)
- Csibi, der Fratz, regia di Max Neufeld (1934)
- Notte di maggio (Der junge Baron Neuhaus), regia di Gustav Ucicky (1934)
- Notturno (Nocturno), regia di Gustav Machatý (1934)
- Kleine Mutti, regia di Henry Koster (1935)
- Es flüstert die Liebe, regia di Géza von Bolváry (1935)
- Hannerl und ihre Liebhaber, regia di Werner Hochbaum (1936)
- Der Mann, von dem man spricht, regia di E. W. Emo (1937)
- Millionäre, regia di Karlheinz Martin (1937)
- La figlia del mare (Florentine), regia di Karel Lamac (1937)
- Hotel Sacher, regia di Erich Engel (1939)
- Das jüngste Gericht, regia di Franz Seitz (1940)
- Vecchia Vienna (Der liebe Augustin), regia di E. W. Emo (1940)
- Alles Lüge, regia di E. W. Emo (1948)
- Das Kuckucksei, regia di Walter Firner (1949)
- Der alte Sünder, regia di Franz Antel (1951)
- Der Obersteiger, regia di Franz Antel (1952)
- Ich und meine Frau, regia di Eduard von Borsody (1953)
- L'amore di una grande regina (Mädchenjahre einer Königin), regia di Ernst Marischka (1954)
- Sissi - La giovane imperatrice (Sissi - Die junge Kaiserin), regia di Ernst Marischka (1956)
- Destino di una imperatrice (Sissi - Schicksalsjahre einer Kaiserin), regia di Ernst Marischka (1957)
- Eva küßt nur Direktoren, regia di Rudolf Jugert (1958)
- Katia, regina senza corona (Katia), regia di Robert Siodmak (1959) - non accreditato

### Televisione
- Frau Suitner, regia di Hermann Lanske - film TV (1962)
- Protektionskind, regia di Erich Neuberg - film TV (1962)
- Onkel Wanja, regia di Claus Homschak - film TV (1983)

## Premi
- 1973: Karl-Skraup-Preis